# Preti Mangimi-Prisma Stufe
El Preti Mangimi-Prisma Stufe (codi UCI: GAP), conegut anteriorment com a Kio Ene-Tonazzi, va ser un equip ciclista luxemburguès, d'origen italià. El 2006 va tenir categoria continental i el següent va pujar a continental professional.

## Principals victòries
- Fletxa del sud: Boris Shpilevsky (2007)
- Volta a Navarra: Maurizio Biondo (2007)
- Florència-Pistoia: Boris Shpilevsky (2007)
- Giro de Toscana: Mattia Gavazzi (2008)
- Tour de Hainan: Boris Shpilevsky (2008)

### Grans Voltes
- Tour de França
  - 0 participacions

- Giro d'Itàlia
  - 0 participacions

- Volta a Espanya
  - 0 participacions

## Classificacions UCI
L'equip participa en les proves dels circuits continentals i principalment en les curses del calendari de l'UCI Europa Tour.
UCI Amèrica Tour
| Temporada | Classificació per equips | Millor ciclista en la classificació individual |
| --------- | ------------------------ | ---------------------------------------------- |
| 2007      | 34è                      | Devis Miorin (254è)                            |

UCI Europa Tour
| Temporada | Classificació per equips | Millor ciclista en la classificació individual |
| --------- | ------------------------ | ---------------------------------------------- |
| 2007      | 37è                      | Boris Shpilevsky (89è)                         |
| 2008      | 26è                      | Mattia Gavazzi (38è)                           |